# The Purge (franquia)
The Purge (Uma Noite de Crime, no Brasil) é uma franquia americana de filmes de terror e ação, composta por cinco filmes e uma série de televisão. 
A franquia se passa numa versão distópica dos Estados Unidos onde, uma vez por ano, durante um período de 12 horas (19:00 da noite às 7:00 da manhã), todo crime, incluindo até mesmo estupro e homicídio, é legalizado.
O conceito foi criado por James DeMonaco, que dirigiu os três primeiros filmes, escreveu todos os filmes e produziu o último filme lançado. Ele também escreveu três e produziu dez episódios da série televisiva até agora.
Os filmes da franquia receberam uma recepção crítica geralmente mista e arrecadaram mais de US$ 447 milhões na bilheteria mundial contra um orçamento combinado de US$ 35 milhões.

## Filmes
| Filme       | Data de lançamento  | Diretor(es)     | Roteirista(s)  | Produtor(es)                                                                            |
| ----------- | ------------------- | --------------- | -------------- | --------------------------------------------------------------------------------------- |
| The Purge   | 07 de junho de 2013 | James DeMonaco  | James DeMonaco | Jason Blum, Michael Bay, Andrew Form, Brad Fuller e Sebastien Lemercier                 |
| The Purge 2 | 18 de julho de 2014 | James DeMonaco  | James DeMonaco | Jason Blum, Michael Bay, Andrew Form, Brad Fuller e Sebastien Lemercier                 |
| The Purge 3 | 01 de julho de 2016 | James DeMonaco  | James DeMonaco | Jason Blum, Michael Bay, Andrew Form, Brad Fuller e Sebastien Lemercier                 |
| The Purge 4 | 04 de julho de 2018 | Gerard McMurray | James DeMonaco | Jason Blum, Michael Bay, Andrew Form, Brad Fuller e Sebastien Lemercier                 |
| The Purge 5 | 02 de julho de 2021 | Everardo Gout   | James DeMonaco | Jason Blum, Michael Bay, Andrew Form, Brad Fuller, Sebastien Lemercier e James DeMonaco |
| The Purge 6 | TBA                 | James DeMonaco  | James DeMonaco | TBA                                                                                     |

### The Purge
Um afluente bairro de Los Angeles é o lar da família Sandin. Na noite do Expurgo de 2022 a família se torna alvo de uma gangue de jovens mascarados após abrigar um estranho que foi ferido pelo grupo em sua casa. O sádico líder da gangue tira sua máscara para ameaçar a família, através das câmeras de segurança, de que se não entregarem o homem em uma hora eles serão assassinados. Posteriormente o estranho ajuda os Sandins quando uma turma de vizinhos invadem a casa e tentam matá-los.
Apesar de críticas mistas, o filme arrecadou US$ 89,3 milhões durante a sua exibição, superando em muito o seu orçamento de US$ 3 milhões. Devido a seu sucesso o filme, em 2014, foi transformado em uma zona assustadora para o Halloween Horror Nights da Universal Parks & Resorts.

### The Purge: Anarchy
O filme teve sua estreia mundial em 18 de julho de 2014, trazendo Edwin Hodge novamente no papel de Dwayne (o Bloody Stranger). Ao contrário do primeiro filme, que se passou inteiramente em uma casa, Anarchy leva o espectador para a área de Los Angeles e mostra mais do que acontece na cidade durante o feriado.
O sargento de folga do Departamento de Polícia de Los Angeles, Leo Barnes, sai na noite do expurgo para vingar a morte de seu filho e acaba tornando-se o protetor de um casal cujo carro quebra no início da noite e uma mãe e filha que são raptadas de sua casa. O estranho ferido, que recebeu ajuda dos Sandins no primeiro filme, é o parceiro de Carmelo Johns, líder de um grupo de resistência que invade programas de TV para transmitir mensagens desafiando o sistema, afirmando que o expurgo não purifica a agressão, mas elimina os pobres.
O filme foi recebido com críticas geralmente mistas, embora muitos críticos tenham concordado que houve uma grande melhora em relação ao primeiro filme, e foi um sucesso de bilheteria, arrecadando US$ 111,9 milhões em comparação com seu orçamento de US$ 9 milhões.

### The Purge: Election Year
Ele foi lançado em 1º de julho de 2016, nos Estados Unidos, e em 15 de setembro do mesmo ano no Brasil. Frank Grillo e Edwin Hodge estão de volta aos seus papeis, que se juntam a Elizabeth Mitchell que interpreta a Senadora Charlie Roan. James DeMonaco está de volta para dirigir e escrever o terceiro filme, tendo novamente Sébastien K. Lemercier e Jason Blum, da Blumhouse Productions, e Michael Bay, Brad Fuller e Andrew Form, Platinum Dunes, como produtores. As filmagens começaram em 16 de setembro de 2014 em Woonsocket, Rhode Island.
O sargento do LAPD Leo Barnes é o chefe de segurança da senadora norte-americana e principal candidata a presidência dos Estados Unidos, Charlie Roan, que promete acabar com o expurgo, após testemunhar a morte de sua família há 18 anos, durante os eventos do primeiro filme. Em uma tentativa de impedir que isso aconteça o partido The New Founding Fathers of America (NFFA), que controla o governo, toma a medida sem precedentes de abolir a proteção concedida a funcionários do governo do alto escalão, permitindo que a população possa expurgar qualquer funcionários do governo pela primeira vez desde a criação do feriado. Depois que uma traição dentro do governo tenta matar Roan nos primeiros minutos do feriado, Barnes deve protege-la enquanto busca segurança até que eles se encontrem e formem uma aliança com dois lojistas, um paramédico e uma equipe rebelde anti-Purge liderada pelo homem ferido dos dois primeiros filmes, cujo nome real é Dante Bishop. O grupo também é auxiliado pela notória gangue Crips para evitar que uma equipe de paramilitares formada por neonazistas e brancos supremacistas, leais ao NFFA, capturem a senadora. Enquanto isso, o candidato do NFFA e rival de Charlie, o ministro Edwidge Owens, que foi criado como candidato para manter o status quo, leva o NFFA a cometer mais atos de violência durante a noite, enquanto os rebeldes tentam proteger os cidadãos.

### The First Purge
Em setembro de 2016, James DeMonaco, que havia escrito e dirigido todos os filmes da série até o momento, afirmou que o quarto filme seria um prefácio da trilogia, mostrando como os Estados Unidos chegaram ao ponto de aceitar o expurgo.
Em fevereiro de 2017, DeMonaco anunciou que o quarto filme estava em desenvolvimento. James voltou a escrever o roteiro, enquanto Jason Blum, Michael Bay, Brad Fuller, Andrew Form e Sébastien K. Lemercier produziram o filme. Em julho de 2017, foi anunciado que Gerard McMurray assinou contrato para dirigir o filme, as filmagens começaram em setembro de 2017 em Buffalo, Nova Iorque e foi lançado em 4 de julho de 2018 nos Estados Unidos.

### Futuro
Thomas Kelly, o showrunner da série de TV, em uma entrevista a Scream afirmou que foi pensado a realização de um filme de assalto na franquia.

## Série de TV

### The Purge
Uma série de televisão sobre a criação do Expurgo também foi sugerida por DeMonaco. A série possivelmente trataria de como o NFFA foi eleito para a presidência depois de derrubar o governo dos EUA durante um colapso econômico e agitação social e como eles surgiram com a ideia do Expurgo. Em maio de 2017, foi divulgado que o Syfy e o USA Network estreariam a série em 2018. Em 26 de fevereiro de 2018, foi anunciado que Gabriel Chavarria e Jessica Garza seriam os protagonistas da série. Chavarria interpreta Miguel, um fuzileiro naval dos EUA que retorna para casa na noite do Expurgo depois de receber uma mensagem criptografada de sua irmã Penelope, interpretada por Garza, que pertence a um culto favorável ao Expurgo, com o intuito de se oferecer em sacrifício nessa noite de acordo com a vontade da sua líder carismática, forçando Miguel a enfrentar a violência sem sentido nas ruas, a fim de proteger aquela que ele mais ama – sua família. A série estreou em 4 de setembro de 2018, tendo sido renovada pela USA Network para uma segunda temporada em 6 de novembro de 2018.

## Prólogo do enredo
Em 2014, após um colapso econômico e crescente agitação social, uma organização política chamada "The New Founding Fathers of America" (NFFA) ("Novos Pais Fundadores", no Brasil) é formada, derrubando o governo e sendo eleita para a presidência. A organização estabelece um governo totalitário e um estado policial. Em 2016, o NFFA elabora um plano para ajudar a estabilizar a sociedade americana e, mais tarde, em 2017, é ratificada a 28ª Emenda à Constituição dos EUA. Esta emenda estabelece um feriado de 12 horas conhecido como "Expurgo", que aconteceria a partir das 7:00 da noite de 21 de março às 7:00 da manhã de 22 de março, onde todos os crimes, incluindo assassinatos, se tornam legais. Antes do início do evento, o Sistema de Transmissão de Emergência é ativado para divulgar as regras, uma oração dizendo "Abençoados sejam nossos Novos Pais Fundadores e a América, uma nação renascida" e antes de terminar com uma frase "Que Deus esteja com todos vocês".
As regras para a feriado anual são as seguintes:
- Ocorrem toque de sirenes para anunciar o início e o fim.
- Todos os serviços de polícia, bombeiros e emergências médicas permanecem indisponíveis durante as 12 horas.
- Os funcionários do alto escalão do governo recebem imunidade (revogada no terceiro filme para legalizar o assassinato de um opositor político).
- Armas de "Classe 4" e abaixo são permitidas para uso enquanto armas "Classe 5" (dispositivos explosivos como granadas, lança-foguetes, bazucas, armas de destruição em massa e agentes virais, biológicos e químicos) são proibidas.
- Enforcamento público é a punição para os infratores de quaisquer regras.

A mensagem abaixo é utilizada pelo Sistema de Transmissão de Emergência para anunciar o início do Expurgo nos dois primeiros filmes:

This is not a test.

This is your emergency broadcast system announcing the commencement of the Annual Purge sanctioned by the U.S. Government.

Weapons of class 4 and lower have been authorized for use during the Purge. All other weapons are restricted.

Government officials of ranking 10 have been granted immunity from the Purge and shall not be harmed.

Commencing at the siren, any and all crime, including murder, will be legal for 12 continuous hours.

Police, fire, and emergency medical services will be unavailable until tomorrow morning at 7 a.m., when The Purge concludes.

Blessed be our New Founding Fathers and America, a nation reborn.

May God be with you all.

Sistema de Transmissão de Emergência
Em tradução livre, pode ser lido como:

Isto não é um teste.

Este é o seu sistema de transmissão de emergência anunciando o início do Expurgo Anual sancionado pelo governo dos EUA.

O uso de armas da classe 4 e inferiores estão autorizadas durante o expurgo. Todas as outras armas são restritas.

Funcionários do governo do ranking 10 receberam imunidade do Expurgo e não devem ser machucados.

Começando na sirene, todo e qualquer crime, incluindo assassinato, será legal por 12 horas contínuas.

A polícia, os bombeiros e os serviços médicos de emergência estarão indisponíveis até amanhã de manhã às 7 horas da manhã, quando O Expurgo se concluir.

Abençoados sejam nossos Novos Pais Fundadores e a América, uma nação renascida.

Que Deus esteja com todos vocês.

Sistema de Transmissão de Emergência
No terceiro filme, The Purge: Election Year, que se passa 20 anos após o estabelecimento do Expurgo, a regra que concede imunidade aos oficiais do alto escalão do governo é revogada pelo NFFA para que possa ser cometido o assassinato de Charlie, uma advogada que se tornou senadora e que alcançou o candidato do NFFA nas pesquisas presidenciais. Isso foi feito para evitar que ela derrubasse a 28ª Emenda. A linha "And for the first time since its inception, no one has been granted special immunity from the Purge. No citizen or group will be exempt" foi adicionado à transmissão de emergência neste filme. O início do Expurgo final é anunciado no Sistema de Transmissão de Emergência da seguinte forma:

This is not a test.

This is your emergency broadcast system announcing the commencement of the Annual Purge, sanctioned by the U.S. Government.

Commencing at the siren, any and all crime, including murder, will be legal for 12 continuous hours.

Weapons of class 4 and lower have been authorized for use during the Purge. All other weapons are restricted.

Police, fire and emergency medical services will be unavailable until tomorrow morning at 7 am.

And, for the first time since its inception, no one has been granted special immunity from the Purge. No citizen or group will be exempt.

Blessed be our New Founding Fathers and America, a nation reborn.

May God be with you all.

Sistema de Transmissão de Emergência
Em tradução livre, pode ser lido como:

Isto não é um teste.

Este é o seu sistema de transmissão de emergência anunciando o início do Expurgo Anual sancionado pelo governo dos EUA.

Começando na sirene, todo e qualquer crime, incluindo assassinato, será legal por 12 horas contínuas.

O uso de armas da classe 4 e inferiores estão autorizadas durante o expurgo. Todas as outras armas são restritas.

A polícia, os bombeiros e os serviços médicos de emergência estarão indisponíveis até amanhã de manhã às 7 horas da manhã.

E, pela primeira vez desde a sua criação, ninguém recebeu imunidade especial do Expurgo. Nenhum cidadão ou grupo será isento.

Abençoados sejam nossos Novos Pais Fundadores e a América, uma nação renascida.

Que Deus esteja com todos vocês.

Sistema de Transmissão de Emergência
Dentro da série de filmes, o Expurgo resultou em taxas de crime e desemprego de 1% e uma economia forte. Embora se pense que o feriado é usado como um ato de purificação para os americanos, na verdade ele é utilizado como um método de controle populacional artificial, já que os mais pobres e desempregados que moram em bairros pobres, bem como algumas pessoas da classe trabalhadora, são geralmente os principais alvos.

## Personagens
| Personagem                                      | Filme          | Filme               | Filme                    | Filme           | Televisão         |
| Personagem                                      | The Purge      | The Purge: Anarchy  | The Purge: Election Year | The First Purge | The Purge         |
| ----------------------------------------------- | -------------- | ------------------- | ------------------------ | --------------- | ----------------- |
| Sistema de Transmissão de Emergência do Expurgo | Cindy Robinson | Cindy Robinson      | Cindy Robinson           | Cindy Robinson  | Cindy Robinson    |
| Dante Bishop O Estranho                         | Edwin Hodge    | Edwin Hodge         | Edwin Hodge              |                 |                   |
| James Sandin                                    | Ethan Hawke    |                     |                          |                 |                   |
| Mary Sandin                                     | Lena Headey    |                     |                          |                 |                   |
| Zoey Sandin                                     | Adelaide Kane  |                     |                          |                 |                   |
| Charlie Sandin                                  | Max Burkholder |                     |                          |                 |                   |
| Polite Stranger                                 | Rhys Wakefield |                     |                          |                 |                   |
| Grace Ferrin                                    | Arija Bareikis |                     |                          |                 |                   |
| Sargento Leo Barnes                             |                | Frank Grillo        | Frank Grillo             |                 |                   |
| Eva Sanchez                                     |                | Carmen Ejogo        |                          |                 |                   |
| Shane                                           |                | Zach Gilford        |                          |                 |                   |
| Liz                                             |                | Kiele Sanchez       |                          |                 |                   |
| Cali Sanchez                                    |                | Zoë Soul            |                          |                 |                   |
| Carmelo Johns                                   |                | Michael K. Williams | Mencionado               |                 |                   |
| "Big Daddy"                                     |                | Jack Conley         |                          |                 |                   |
| "Ghoul Face"                                    |                | Keith Stanfield     |                          |                 |                   |
| Warren Grass                                    |                | Brandon Keener      |                          |                 |                   |
| Charlene "Charlie" Roan                         |                |                     | Elizabeth Mitchell       |                 |                   |
| Joe Dixon                                       |                |                     | Mykelti Williamson       |                 |                   |
| Marcos                                          |                |                     | Joseph Julian Soria      |                 |                   |
| Laney Rucker Le Pequeñe Muerte                  |                |                     | Betty Gabriel            |                 |                   |
| Earl Danzinger                                  |                |                     | Terry Serpico            |                 |                   |
| Ministro Edwidge Owens                          |                |                     | Kyle Secor               |                 |                   |
| Caleb Warrens                                   |                |                     | Raymond J. Barry         |                 |                   |
| Harmon James                                    |                |                     | Christopher James Baker  |                 |                   |
| Dmitri                                          |                |                     |                          | Y'lan Noel      |                   |
| Nya                                             |                |                     |                          | Lex Scott Davis |                   |
| Isaiah                                          |                |                     |                          | Joivan Wade     |                   |
| Dolores                                         |                |                     |                          | Mugga           |                   |
| Luisa                                           |                |                     |                          | Lauren Velez    |                   |
| Selina                                          |                |                     |                          | Kristen Solis   |                   |
| Dr. May Updale A arquiteta                      |                |                     |                          | Marisa Tomei    |                   |
| Miguel Guerrero                                 |                |                     |                          |                 | Gabriel Chavarria |
| Jane Barbour                                    |                |                     |                          |                 | Amanda Warren     |
| Jenna Betancourt                                |                |                     |                          |                 | Hannah Anderson   |
| Rick Betancourt                                 |                |                     |                          |                 | Colin Woodell     |
| Penelope Guerrero                               |                |                     |                          |                 | Jessica Garza     |
| Lila Stanton                                    |                |                     |                          |                 | Lili Simmons      |
| Líder Tavis                                     |                |                     |                          |                 | Fiona Dourif      |
| David Ryker                                     |                |                     |                          |                 | William Baldwin   |
| Albert Stanton                                  |                |                     |                          |                 | Reed Diamond      |
| Joe                                             |                |                     |                          |                 | Lee Tergesen      |

## Recepção

### Desempenho de bilheteria
| Filme                    | Data de lançamento  | Bilheteria bruta | Bilheteria bruta | Bilheteria bruta | Orçamento     | Ref(s) |
| Filme                    | Data de lançamento  | Estados Unidos   | Outros países    | Mundial          | Orçamento     | Ref(s) |
| ------------------------ | ------------------- | ---------------- | ---------------- | ---------------- | ------------- | ------ |
| The Purge                | 07 de junho de 2013 | US$64,473,115    | US$24,855,512    | US$89,328,627    | US$3 milhões  | [ 15 ] |
| The Purge: Anarchy       | 18 de julho de 2014 | US$71,962,800    | US$39,965,565    | US$111,928,365   | US$9 milhões  | [ 16 ] |
| The Purge: Election Year | 01 de julho de 2016 | US$79,213,375    | US$39,374,505    | US$118,587,880   | US$10 milhões | [ 17 ] |
| The First Purge          | 04 de julho de 2018 | US$69,086,325    | US$67,125,653    | US$136,211,978   | US$13 milhões | [ 18 ] |
| Total                    | Total               | US$284,112,750   | US$162,795,582   | US$446,908,332   | US$35 milhões | [ 19 ] |

### Resposta da crítica
| Filme                    | Rotten Tomatoes    | Metacritic       | CinemaScore |
| ------------------------ | ------------------ | ---------------- | ----------- |
| The Purge                | 39% (155 críticas) | 41 (33 críticas) | C           |
| The Purge: Anarchy       | 57% (142 críticas) | 50 (32 críticas) | B           |
| The Purge: Election Year | 56% (161 críticas) | 55 (31 críticas) | B+          |
| The First Purge          | 56% (171críticas)  | 54 (39 críticas) | B–          |